# Benezra reçoit
 (janvier 2013).
Si vous disposez d'ouvrages ou d'articles de référence ou si vous connaissez des sites web de qualité traitant du thème abordé ici, merci de compléter l'article en donnant les références utiles à sa vérifiabilité et en les liant à la section « Notes et références ».
Benezra reçoit est un talk-show québécois animé par Sonia Benezra diffusé en fin de soirée du 30 août 2010 au 24 avril 2012 à Musimax.

## Concept
Benezra Reçoit réunit une personnalité québécoise ou internationale, pour des rencontres intimes et marquantes. Les invités se racontent et se livrent à Sonia pour une heure, comme des chanteurs, acteurs, animateurs pour les artistes passer dans le studio.

## Historique
Cette émission marque le retour de Sonia à la télévision où elle interviewe les Backstreet Boys, Bobby Brown et tant d'autres.
L'émission est suivie par environ 500 000 téléspectateurs[réf. nécessaire].
En avril 2012, Benezra Reçoit franchit le cap des 250 émissions et de 300 invités.

## Nomination
Avec 2 nominations aux Gémeaux en 2011, et deux nominations en 2012.
Benezra reçoit est seule émission des deux stations à avoir des nominations aux Gémeaux.